# دوران هاشم‌اف
دوران هاشم‌اف (به ازبکی: Davron hoshimov) یک بازیکن فوتبال ازبکستانی است که در باشگاه فوتبال لوکوموتیو تاشکند بازی می‌کند.